# Rushsylvania
Rushsylvania é uma vila localizada no estado norte-americano de Ohio, no Condado de Logan.

## Demografia
Segundo o censo norte-americano de 2000, a sua população era de 543 habitantes.
Em 2006, foi estimada uma população de 522, um decréscimo de 21 (-3.9%).

## Geografia
De acordo com o United States Census Bureau tem uma área de
2,0 km², dos quais 2,0 km² cobertos por terra e 0,0 km² cobertos por água. Rushsylvania localiza-se a aproximadamente 384 m acima do nível do mar.

## Localidades na vizinhança
O diagrama seguinte representa as localidades num raio de 16 km ao redor de Rushsylvania.